# Cistalia
Cistalia är ett släkte av insekter. Cistalia ingår i familjen Rhyparochromidae.
Kladogram enligt Catalogue of Life:
| Cistalia | \| \| Cistalia explanata \| \| \| \| \| \| Cistalia signoretii \| \| \| \| |
|          | \| \| Cistalia explanata \| \| \| \| \| \| Cistalia signoretii \| \| \| \| |
|          | Cistalia explanata                                                         |
|          |                                                                            |
|          | Cistalia signoretii                                                        |
|          |                                                                            |